# Distrito de Tripura septentrional
Tripura septentrional (en bengalí: উত্তর ত্রিপুরা জেলা) es un distrito de la India en el estado de Tripura. Código ISO: IN.TR.NT.
Comprende una superficie de 2821 km².
El centro administrativo es la ciudad de Kailasahar.

## Demografía
Según censo 2011 contaba con una población total de 693281 habitantes, de los cuales 340 810 eran mujeres y 352 471 varones.